# アルフィー (アルフィー・ボーのアルバム)
『アルフィー』（Alfie）は、イギリスの歌手アルフィー・ボーの通算6枚目となるカバー・アルバムである。

## 解説
デッカとの専属契約後のアルバム第2作で、前作の『ブリング・ヒム・ホーム』はミュージカルの曲が中心だったが、本作はその他にもフォークソング、クリスマスソング、ポップスなどバラエティに富んだ選曲になっている。元レッド・ツェッペリンのヴォーカリストであるロバート・プラント、ミュージカル俳優のマイケル・ボールがゲスト参加している。アルバムのタイトルは自身の名前ではなく、発売の約2ヶ月後に誕生した息子の名前から付けられている。日本では前作と2枚同時にリリースされた。

## 収録曲
1. ビーイング・アライヴ - Being Alive - 2:25
  - ミュージカル「カンパニー」より
2. マリア - Maria  - 2:39
  - ミュージカル「ウェスト・サイド物語」より West Side Story
3. 恋に落ちた時  - When I Fall In Love - 3:25
  - 映画「零号作戦」より One Minute to Zero
  - 映画「めぐり逢えたら」主題歌 Sleepless in Seattle
4. 愛は面影の中に - First Time Ever I Saw Your Face - 4:23
5. ソング・トゥ・ザ・サイレン (featuring ロバート・プラント)- Song to the Siren (featuring Robert Plant) - 4:06
6. 星に願いを  - When You Wish Upon a Star - 4:03
  - アニメ「ピノキオ」より Pinocchio
7. ミュージック・オブ・ザ・ナイト - Music of the Night  - 4:57
  - ミュージカル「オペラ座の怪人」より Phantom of the opera
8. サムワン・トゥ・ウォッチ・オーヴァー・ミー - Someone to Watch Over Me - 4:00
  - ミュージカル「オー・ケイ」より Oh, Kay!
  - 映画「誰かに見られてる」主題歌 Someone to Watch Over Me
9. イン・マイ・ドーターズ・アイズ - In My Daughter's Eyes - 3:22
10. オーヴァー・ザ・ヒルズ・アンド・ファー・アウェイ  - Over the Hills and Far Away - 3:43
  - テレビシリーズ「炎の英雄シャープ」より Sharpe
11. 空のテーブルに空の椅子(featuring マイケル・ボール) - Empty Chairs at Empty Tables (featuring  Michael Ball) - 3:05
  - 「レ・ミゼラブル」より Les Miserables
12. ウィールズ・オブ・ア・ドリーム - Wheels of a Dream  - 4:02
  - ミュージカル「ラグタイム」より Ragtime
13. 楽しかったあの頃 - It Was a Very Good Year - 4:35
  - フランク・シナトラのアルバム「セプテンバー・オブ・マイ・イヤーズ」より
14. フー・アム・アイ  - Who Am I  - 2:51
  - 「レ・ミゼラブル」より Les Miserables
15. ハヴ・ユアセルフ・ア・メリー・リトル・クリスマス  - Have Yourself a Merry Little Christmas - 3:53
  - 映画「若草の頃」より Meet Me in St.Louis